# Pêche au lac de Grand-Lieu
La pêche au lac de Grand-Lieu est pratiquée depuis 2 000 ans. Le lac de Grand-Lieu est un lac situé en France, dans le département de la Loire-Atlantique.
On trouve une faune importante dans ses eaux : anguilles, brochets, sandres, tanches, perches, gardons, carpes, brèmes et poissons-chats. La pratique de la pêche sur ce lac permet la régulation de ces espèces.[réf. souhaitée]
Les outils de pêche sont le verveux, grand filet à trois poches ouvertes grâce à des anneaux de bois ou de plastique, l'araignée, filet droit de plusieurs dizaines de mètres, la bosselle et la louve, qui sont peu utilisées par les professionnels, plutôt par les riverains qui pratiquent la pêche. Les pêcheurs embarquaient traditionnellement sur des plates pour parcourir le lac.
Les pratiques et l'organisation de la pêche professionnelle au lac de Grand-Lieu ont été ajoutées à l'inventaire national français du patrimoine culturel immatériel en 2017,.